# Lagotis uralensis
Lagotis uralensis (russisch Лаготис уральский) ist eine Pflanzenart aus der Gattung Lagotis (Hasenohr) innerhalb der Familie der Wegerichgewächse (Plantaginaceae). Sie wurde erst 1955 von Boris Konstantinowitsch Schischkin beschrieben und ist bereits in die Rote Liste der Bedrohten Arten des Mittleren Ural aufgenommen worden.

## Merkmale
Lagotis uralensis ist eine mehrjährige Pflanze mit einem kurzen, kriechenden Rhizom und einem einfachen geraden Stängel von 20–40 cm Höhe.
Das Rhizom ist gewöhnlich schräg aufsteigend oder vertikal mit wenigen Wurzeln. Die ganze Pflanze ist unbehaart. Die Grundblätter sind groß (bis zu 25 cm lang); Die Blattspreite ist fast gerundet oder länglich-elliptisch und geht abrupt in einen fast gleich langen Blattstiel über. Die Blätter am Stängel sind rhombisch, gegenüberliegend, sitzend. Die Blüten sind sitzend und stehen in einem dichten, zylindrischen, endständigen Blütenstand. Jede Blüte steht in der Achsel eines Tragblatts. Die oberen Tragblätter sind bläulich gefärbt. Der Blütenkelch ist röhrenförmig. Die Krone ist cremefarben, zwei- bis dreimal so lang wie der Kelch, 9–12 mm lang. Die Staubbeutel sind blau, sitzend oder an sehr kurzen Filamenten, kürzer als die Oberlippe der Krone; Die Säulen ragen nicht aus dem Kelch heraus. Die Frucht ist eine längliche Kapsel, die in Längsrichtung Falten aufweist. Die Pflanze blüht im Juni bis Juli.

## Verbreitung und Lebensraum
Die Pflanze ist in der Gebirgstundra des Urals endemisch. Sie wächst vor allem in hochgelegenen Gebieten des Nordens (unter anderem auf den Bergen Jalping-Njer – Ялпинг-Ньер, Oika-Tschachl – Ойка-Чахль, Tschistop – Чистоп, Kumba – Кумба, Chosa-Tump – Хоза-Тумп, Murawjinyj – Муравьиный, Deneschkin Kamen – Денежкин Камень, Konschakowskij – Конжаковский, Semitschelowetschnyj – Семичеловечный, Wogulski Kamen – Вогульский Камень). Weiter südlich gibt es Vorkommen am Berg Iremel Иремель. Die Pflanze ist lichtbedürftig und liebt offene Lebensräume und wächst in der Gebirgstundra und den subalpinen Gürteln auf Rasenflächen entlang der Ufer von Bächen, an Schneefelder, oder seltener auf Felsgrund, Felsen und in Lärchenwäldern. Es sind jeweils nur kleine Populationen bekannt. In der Region Perm gibt es besondere Vorkommen im äußersten Nordosten in der Moos- und Grasmoos-Gebirgstundra, auf den Berg-Tundra-Rasenflächen de Berge Chus-Oika – Хус-Ойка und Oika-Tschachl – Ойка-Чахль.

## Name
Der wissenschaftliche Name leitet sich her von der Form der Blätter, die entfernt an Hasenohren erinnern. Alt-Griechisch: λαγός = Hase, ωτος = Ohr.

## Gefährdung und Schutz
Die gefährdete Arten ist klassifiziert als Seltenheit II. Sie hält der Konkurrenz durch Rasenwuchs nicht stand. Der bestand nimmt aufgrund von Bergbau, Rentierweide, Pflanzensammeln, Erholung und Tourismus ab. Besonders beobachtet wird sie im Naturschutzgebiet Deneschkin Kamen Sapowednik (Oblast Swerdlowsk), sowie im Nationalpark Sjuratkul
(Национальный парк „Зюраткуль“, Oblast Tscheljabinsk). Es ist notwendig, Schutzgebiete zu schaffen, den Zustand des Bestands zu kontrollieren und die Art in botanischen Gärten zu kultivieren.
Der Parasitische Pilz Podosphaera phtheirospermi (Hennings & Shirai) Braun & Liu, 2010 befällt gelegentlich die Sprosse der Pflanze.